# Hipismo nos Jogos Pan-Americanos de 2015 - CCE por equipes
A competição do CCE equipes foi um dos eventos do hipismo nos Jogos Pan-Americanos de 2015 em Totronto. Foi disputada no Parque Equestre Pan-Americano OLG (etapa de adestramento e saltos) e Centro Pan-Americano de Cross-Country (cross-country) entre 17 e 19 de julho. 

## Calendário
Horário local (UTC-4).
| Data        | Horário | Fase          |
| ----------- | ------- | ------------- |
| 17 de julho | 9:00    | Adestramento  |
| 18 de julho | 11:00   | Cross Country |
| 19 de julho | 13:00   | Salto         |

## Medalhistas
|  | USA Estados Unidos |  | BRA Brasil |  | CAN Canadá |
|  | Marilyn Little (Rf Scandalous) Boyd Martin (Pancho Villa) Phillip Dutton (Fernhill Fugitive) Lauren Kieffer (Meadowbrooks Scarlett) |  | Ruy Fonseca (Tom Bombadill Too) Carlos Parro (Caulcourt Landline) Márcio Jorge (Lissy Mac Wayer) Henrique Plombon (Land Quenotte) |  | Kathryn Robinson (Let It Bee) Jessica Phoenix (Pavarotti) Colleen Loach (Qorry Blue D'Argouges) Waylon Roberts (Bill Owen) |

## Resultados
| Pos.              | Nacionalidade      | Ginete                                                                         | Cavalo                                                              | Adestramento            | Adestramento | Adestramento | Cross country             | Cross country | Cross country | Salto            | Salto  | Salto | Total                          | Total   |
| Pos.              | Nacionalidade      | Ginete                                                                         | Cavalo                                                              | Individual              | Equipe       | Pos.         | Individual                | Equipe        | Pos.          | Individual       | Equipe | Pos.  | Individual                     | Equipe  |
| ----------------- | ------------------ | ------------------------------------------------------------------------------ | ------------------------------------------------------------------- | ----------------------- | ------------ | ------------ | ------------------------- | ------------- | ------------- | ---------------- | ------ | ----- | ------------------------------ | ------- |
| Medalha de ouro   | USA Estados Unidos | Marilyn Little Boyd Martin Phillip Dutton Lauren Kieffer                       | Rf Scandalous Pancho Villa Fernhill Fugitive Meadowbrook's Scarlett | 40.30 44.30 48.40       | 133.00       | 1            | 0.00                      | 0.00          | 1             | 0.00 4.00 0.00   | 0.00   | 1     | 40.30 44.30 # 52.40 48.40      | 133.00  |
| Medalha de prata  | BRA Brasil         | Ruy Fonseca Carlos Parro Márcio Jorge Henrique Plombon                         | Tom Bombadill Too Caulcourt Landline Lissy Mac Wayer Land Quenotte  | 38.90 45.60 52.20 55.40 | 136.70       | 3            | 0.00                      | 0.00          | 1             | 4.00 0.00 0.00   | 0.00   | 1     | 42.90 45.60 52.20 # 55.40      | 140.70  |
| Medalha de bronze | CAN Canadá         | Kathryn Robinson Jessica Phoenix Colleen Loach Waylon Roberts                  | Let It Bee Pavarotti Qorry Blue D'Argouges Bill Owen                | 38.90 42.10 51.80 65.10 | 133.70       | 2            | 1000.00 0.00 0.00         | 0.00          | 1             | – 0.00 4.00      | 4.00   | 4     | # 1000.00 42.10 51.80 69.10    | 163.00  |
| 4                 | ECU Equador        | Ronald Zabala-Goetschel Carlos Narvaez Nicolas Wettstein                       | Master Boy Que Loco Onzieme Framoni                                 | 52.80 56.80 60.50       | 170.10       | 4            | 0.00                      | 0.00          | 1             | 12.00 4.00 0.00  | 16.00  | 9     | 64.80 60.80 60.50              | 186.10  |
| 5                 | MEX México         | Daniela Moguel José Mercado Guillermo de Campo                                 | Cecelia Romana Quelite                                              | 53.70 61.10 59.30       | 174.10       | 6            | 0.00 26.40 28.80          | 55.20         | 5             | 4.00 0.00 0.00   | 4.00   | 4     | 57.70 87.50 88.10              | 233.30  |
| 6                 | CHI Chile          | Carlos Villarroel Carlos Lobos Sergio Iturriaga Guillermo Garín                | Paradigma Ranco Versalles Ubago                                     | 68.30 45.30 60.70 65.70 | 171.70       | 5            | 1000.00 0.00 10.40 46.40  | 56.80         | 6             | – 0.00 8.00 9.00 | 17.00  | 10    | # 1000.00 45.30 79.10 121.10   | 245.50  |
| 7                 | URU Uruguai        | Francisco Calvelo Edison Quintana Rodrigo Abella Lemme                         | Noir de la Muralla Svr Capoeira II Svr Arbitro                      | 86.80 64.10 63.90       | 214.80       | 11           | 0.00 39.20 44.00          | 83.20         | 7             | 0.00 9.00        | 9.00   | 7     | 86.80 103.30 116.90            | 307.00  |
| 8                 | COL Colômbia       | Anne Brieke Jhonatan Rodríguez Santiago Medina Negrete Juan Carlos Tafur       | Picaron Nilo Ritmical Ejc Quinto                                    | 61.00 63.50 70.10 61.60 | 186.10       | 9            | 1000.00 24.00 29.60 57.60 | 111.20        | 8             | – 23.00 0.00     | 23.00  | 11    | # 1000.00 110.50 99.70 119.20  | 329.40  |
| 9                 | ARG Argentina      | Marcelo Rawson José Luis Ortelli Luciano Claudio Brunello Juan Francisco Gallo | Larthago Jos Cassius Erevan Remonta Nunhil                          | 56.40 54.30 65.30 70.50 | 176.00       | 7            | 1000.00 16.00 27.60       | 1043.60       | 9             | – 4.00 8.00      | 12.00  | 8     | # 1000.00 1000.00 85.30 106.10 | 1191.40 |
| 10                | VEN Venezuela      | Juan Larrazabal Simon Alvaro Lozada Rivero Elena Ceballo                       | Atlanta Urileva Nounours du Moulin                                  | 63.10 62.30 65.20       | 190.60       | 10           | 1000.00 0.00              | 2000.00       | 10            | – 0.00           | 0.00   | 1     | 1000.00 1000.00 65.20          | 2065.20 |
| 11                | GUA Guatemala      | Stefanie Brand Leu Tiziana Billy Prem Alvaro Del Valle Sarka Kolackova         | Claudius Luccio Nahual Sir Royal                                    | 53.00 72.30 WD 52.90    | 178.20       | 8            | 1000.00 1000.00 – 88.80   | 2088.80       | 11            | – 0.00           | 0.00   | 1     | # 1000.00 1000.00 141.70       | 2141.70 |